# Instituto Nacional de Enseñanza Media Rey Malabo
El Instituto Nacional de Enseñanza Media Rey Malabo (INEM-RM) es una institución de enseñanza ecuato-guineana, con sede en Malabo, la capital del país.
Oferta a Educación Secundaria Básica (ESBA) y Bachillerato.
Es la más antigua institución pública de enseñanza y una de las más conceptuadas de Guinea Ecuatorial.

## Historia
El INEM-RM desciende de la primera institución enseñanza de la Isla de Fernando Poo, encabezada por algunos misioneros cristianos que llegaban por primera vez al Golfo de Guinea.

### Fundación
La liberación de la libertad de culto religioso en Guinea (después de algunos años de prohibición, siendo permitido solamente el catolicismo), permitió que algunos misioneros metodistas creas, el 16 de octubre de 1870, la Escuela de Santa Isabel (en alusión al antiguo nombre de la ciudad de Malabo). Pero, el 11 de marzo de 1884, la Escuela de Santa Isabel pasa al control de la Orden Católica de los Claretianos, por medio de un decreto real.
En 1914 la Escuela de Santa Isabel pasa a ofrecer la enseñanza secundaria, siendo patrocinada por el Estado español, en un momento en que los Claretianos ya dominaban totalmente el sistema de enseñanza de Guinea, esparciendo escuelas por toda la colonia.
En 1942 la administración española transforma la Escuela de Santa Isabel en el Instituto Nacional de Enseñanza Media Cardenal Cisneros, dándole la misma atribución de un colegio, siendo certificado por el Instituto Cardenal Cisneros de Madrid.

### Post-independencia
En 1971, tras grandes protestas estudiantiles y docentes contra el genocidio perpetrado contra algunos pueblos tradicionales de Guinea, por miembros del gobierno del entonces presidente Francisco Macías Nguema, la institución fue cerrada, siendo reabierta en 1979.
En 1983, tras las reformas educativas propuestas por la UNESCO, el presidente Teodoro Obiang cambia la denominación del establecimiento para el Instituto Nacional de Enseñanza Media Rey Malabo, en homenaje a Malabo Lopelo Melaka, último rey del Reino Bubi, en la isla de Bioko, opositor de la colonización española.
En 1992, tras varias protestas por más democracia encabezadas por profesores del INEM-RM, el gobierno Obiang ordenó a prisión a varios alumnos y docentes de la institución, perpetrando tortura y castigo físico contra los mismos.
En el año 2014, el almacén central del INEM-RM, donde se almacenaban los libros, materiales didácticos y otros ítems de uso corriente, incendió, destruyendo buena parte de la estructura de la institución.

## Personas notables
- Amancio-Gabriel Nse Angüe (exprofesor) - único diputado opositor elegido para el parlamento de Guinea;
- Celestino Bonifacio Bacalé (exprofesor) - líder de la oposición;
- Trinidad Morgades Besari (exprofesora) - escritora.